# Leucoma ochripes
Leucoma ochripes är en fjärilsart som beskrevs av Moore 1879. Leucoma ochripes ingår i släktet Leucoma och familjen tofsspinnare. Inga underarter finns listade i Catalogue of Life.